# Observatori solar

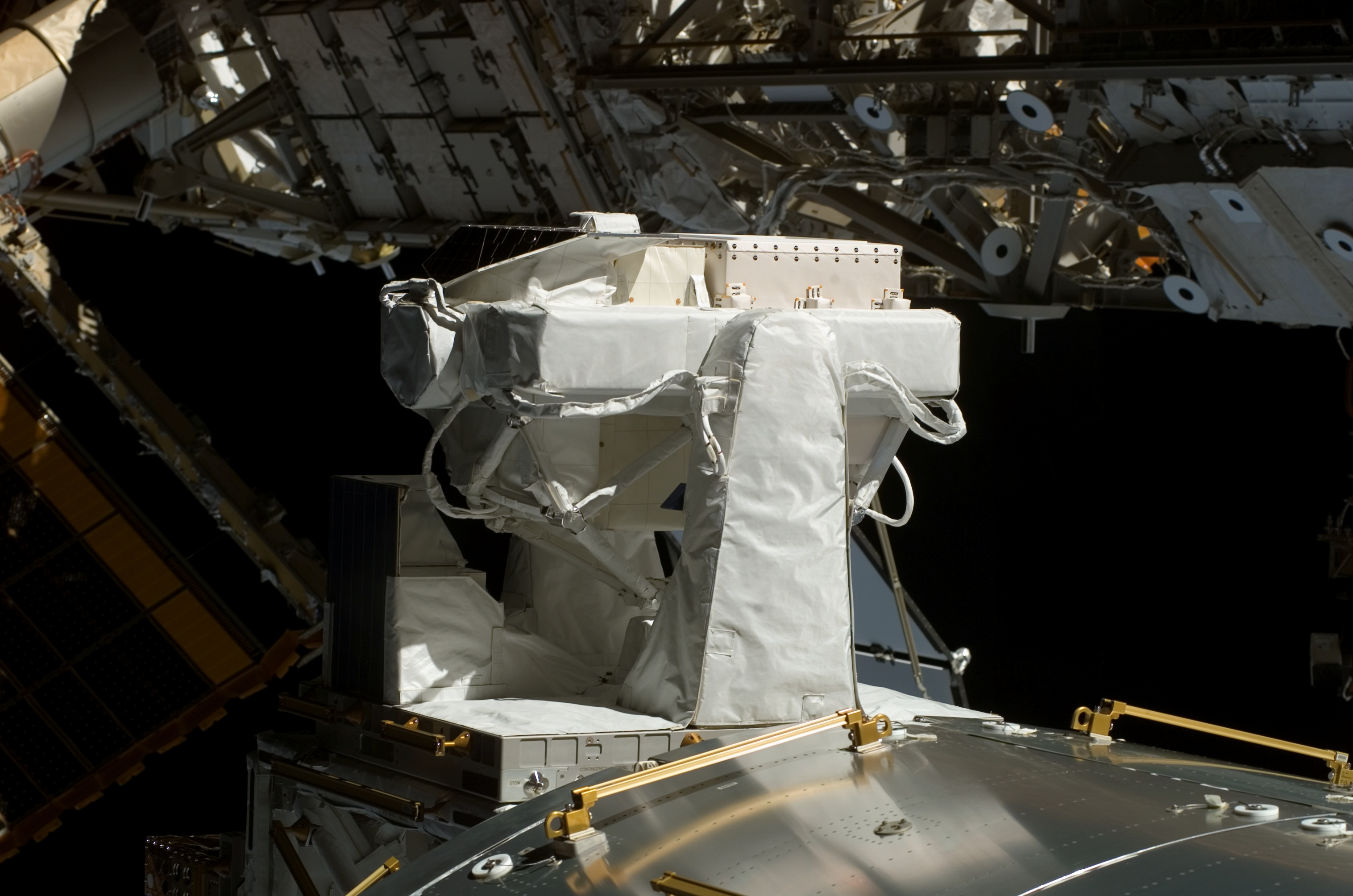
Observatori de Monitorització Solar a bord de l'EEI

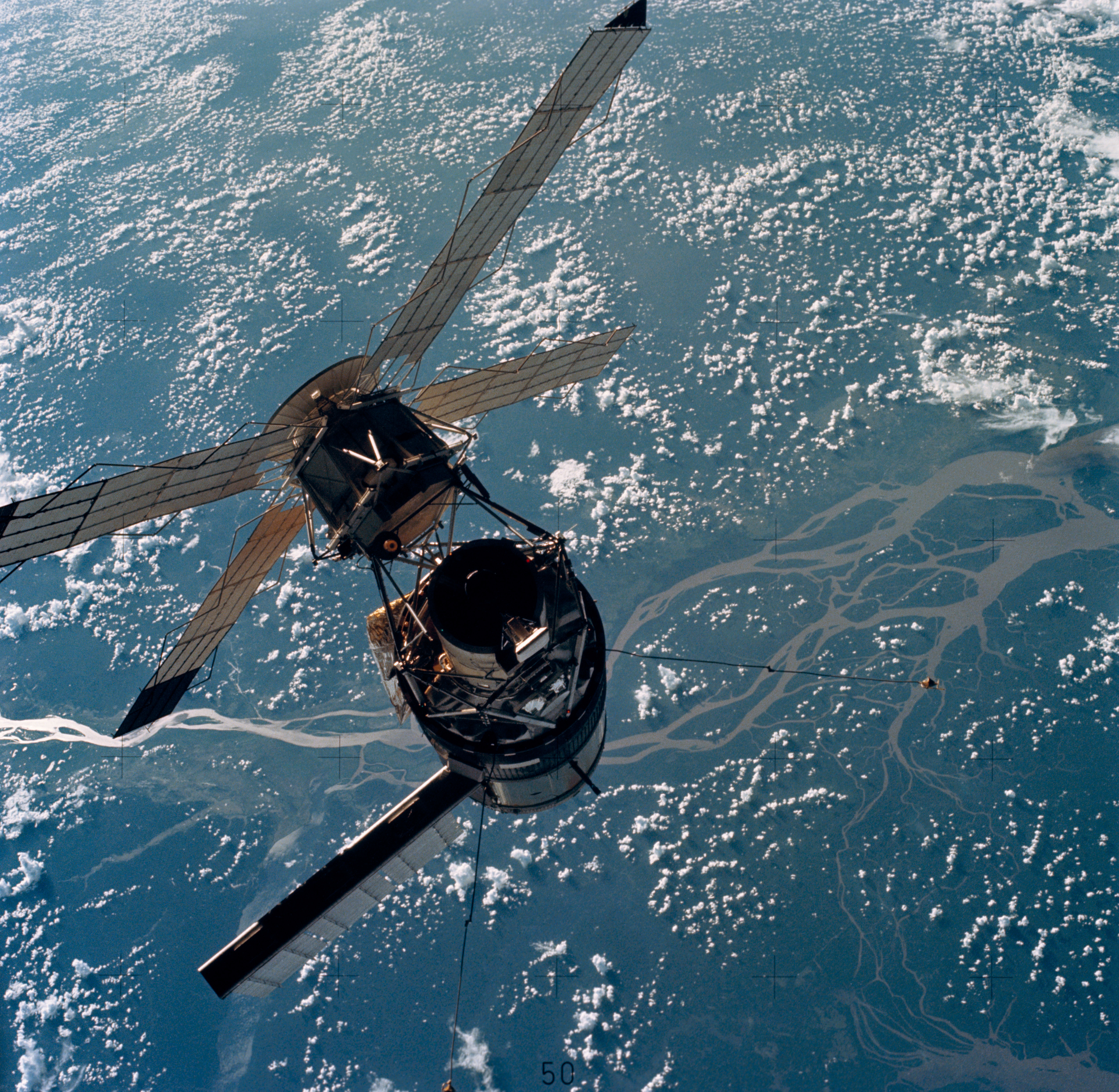
Apollo Telescope Mount va ser un observatori solar tripulat en òrbita a l'Skylab a la dècada de 1970 (ATM al centre de la "X")

Un observatori solar és un observatori especialitzat en el seguiment del Sol. Solen tenir un o més telescopis solars.
La Torre Einstein va ser un observatori solar al Parc Científic Albert Einstein a Potsdam, Alemanya.
Els observatoris solars estudien els fenòmens associats al Sol. El Sol, sent l'estrella més propera a la Terra, permet una oportunitat única d'estudiar la física estel·lar amb alta resolució. Va ser, fins a la dècada de 1990, l'única estrella la superfície de la qual s'havia resolt. Els temes generals que interessen a un astrònom solar són la seva periodicitat d'11 anys (és a dir, el Cicle Solar), les taques solars, l'activitat del camp magnètic (vegeu dinamo solar), erupcions solars, expulsions de massa coronal, rotació diferencial i física del plasma.

## Alguns exemples
- Huairou Solar Observing Station
- Observatoris solars a l'espai
- National Solar Observatory